# Феррейра, Кристиан
Кристиан Эсекьель Феррейра (исп. Cristian Ezequiel Ferreira; родился 12 сентября 1999, Кордова) — аргентинский футболист, полузащитник клуба «Ривер Плейт», выступающий на правах аренды за «Ньюэллс Олд Бойз».

## Клубная карьера
Уроженец Кордовы, Кристиан начал играть в футбол в составе академии местного клуба «Атлетико Лас-Пальмас». В возрасти девяти лет стал игроком футбольной академии клуба «Ривер Плейт».
В основном составе «Ривер Плейт» дебютировал 29 октября 2017 года в матче аргентинской Примеры, выйдя на замену Эсекиэлю Паласиосу в матче против клуба «Тальерес». 27 октября 2018 года забил свой первый гол за клуб в матче Примеры против «Альдосиви». 6 марта 2019 года дебютировал в Кубке Либертадорес, забив гол в ворота «Альянса Лима».

## Карьера в сборной
20 марта 2019 года дебютировал в составе сборной Аргентины до 20 лет в товарищеском матче против Франции.

## Статистика выступлений
| Клуб             | Сезон            | Лига              | Лига | Лига | Кубок страны | Кубок страны | Континент. турниры | Континент. турниры | Итого | Итого |
| Клуб             | Сезон            | Дивизион          | Игры | Голы | Игры         | Голы         | Игры               | Голы               | Игры  | Голы  |
| ---------------- | ---------------- | ----------------- | ---- | ---- | ------------ | ------------ | ------------------ | ------------------ | ----- | ----- |
| Ривер Плейт      | 2017/18          | Примера Аргентины | 2    | 0    | 0            | 0            | —                  | —                  | 2     | 0     |
| Ривер Плейт      | 2018/19          | Примера Аргентины | 14   | 4    | 3            | 0            | 3                  | 1                  | 20    | 5     |
| Всего за карьеру | Всего за карьеру | Всего за карьеру  | 16   | 4    | 3            | 0            | 3                  | 1                  | 22    | 5     |

## Достижения
- Обладатель Кубка Профессиональной лиги (1): 2021
- Обладатель Кубка Либертадорес (1): 2018 (не играл)
- Финалист Кубка Либертадорес (1): 2019